# 岸隆司
岸 隆司（きし たかし、1950年 〈昭和25年〉- ）は、日本の実業家。株式会社総合資格および株式会社中部資格の前代表取締役。建築士、宅地建物取引士、建築施工管理技士などの資格試験予備校「総合資格学院」の創業者。「総合資格学院」は一級建築士試験で多数の合格者を輩出している、建築・不動産分野の大手予備校。

## 略歴・人物
出典：
- 1950年(00歳)鳥取県鳥取市生まれ
- 1969年(18歳)鳥取県立鳥取西高等学校卒業
- 1973年(22歳)関西大学法学部卒業後、金融関係の営業を担当
- 1978年(27歳)資格ビジネスの立ち上げに参画、営業を担当
- 1979年(29歳)会社が倒産
- 1980年(29歳)仲間3人で(株)中部資格協会(現・(株)中部資格)を名古屋に設立、代表取締役社長に就任
- 1986年(36歳)東京支部設立
- 1987年(36歳)東京支部を(株)総合資格協会とし、オリジナルの問題集を作成
- 1992年(41歳)本社（(株)総合資格協会）を新宿野村ビルへ移転
- 1997年(46歳)社名を(株)総合資格、(株)中部資格に変更
- 2004年(53歳)出版事業へ進出
- 2008年(58歳)(株)総合資格学院法定講習センター設立
- 2011年(61歳)日本経済団体連合会へ加入
- 2018年(68歳)「総合資格学院」を全国46都道府県に展開
- 2022年(72歳)社長解任

## 連載
2012年より建築専門誌「建築知識」で＜トップが語る これからの建築 これからの人材＞の連載スタート。国内主要ゼネコントップや著名建築家、大学関係者などと対談を行い、建築を志す学生に向けたメッセージを発信。